# Tonfisksläktet
Tonfisksläktet (Thunnus) är ett fisksläkte av makrillfiskarnas familj (Scombridae) och de abborrartade fiskarnas ordning som skiljer sig från sina samsläkten därigenom, att hithörande arter har kroppen framtill täckt av ett pansar av större fjäll samt de båda ryggfenorna sittande nära tillhopa.
Släktet har av senare forskare delats i två: Orcynus och Orcynopsis, av vilka det förra innefattar sådana arter, som har kroppen bakom fjällpansaret fjällbetäckt, medan den hos det senare släktet saknar fjäll bakom nämnda pansar. Samtliga hithörande arter är pelagiska (i öppet hav levande) arter, som huvudsaklig samlas i större eller mindre stim. De strövar vida omkring i världshaven och till följd därav har de ganska vidsträckt utbredning. De är samtliga snabbsimmande rovfiskar.
En del arter är överfiskade, och vissa akut hotade. 

## Arter
- Långfenad tonfisk (Thunnus alalunga) (Bonnaterre, 1788)
- Gulfenad tonfisk (Thunnus albacares) (Bonnaterre, 1788)
- Svart tonfisk (Thunnus atlanticus) (Lesson, 1831)
- Sydlig tonfisk (Thunnus maccoyii) (Castelnau, 1872)
- Storögd tonfisk (Thunnus obesus) (Lowe, 1839)
- blåfenad tonfisk (Thunnus thynnus) (Linné, 1758)
- Tonggol (Thunnus tonggol) (Bleeker, 1851)
- Thunnus orientalis (Temminck och Schlegel, 1844)